# Elisabeth Spitzlin
Elisabeth Spitzlin (* um 1545 in Lichtensteig; † 24. August 1611 in Wattwil) war eine römisch-katholische Ordensfrau und Ordensgründerin. Während ihrer Zeit als Oberin des Klosters Pfanneregg/Wattwil war sie Initiatorin einer Reformbewegung, welche zur Gründung des Kapuzinerinnenordens des regulierten Dritten Ordens führte. Der Orden ist heute in der Schweiz, Deutschland, Österreich, Lateinamerika und Afrika vertreten.  

## Leben
Elisabeth Spitzlin wurde im Jahr 1545 in Lichtensteig als Tochter von Jörg Spitzlin, Obervogt zu Schwarzenbach, geboren. Im Alter von 14 Jahren wurde sie ins Kloster Pfanneregg/Wattwil der Franziskaner-Terziarinnen gebracht. Im Jahr 1560 legte Elisabeth Spitzlin Profess ab und wurde 1574 zur Oberin des Klosters gewählt.
Sie wirkte bis zu ihrem Tod durch die Pest im Jahr 1611 als Oberin des Klosters. Nebst ihr verloren 22 weitere Ordensschwestern des Klosters ihr Leben durch die Pestwelle.  

## Wirken

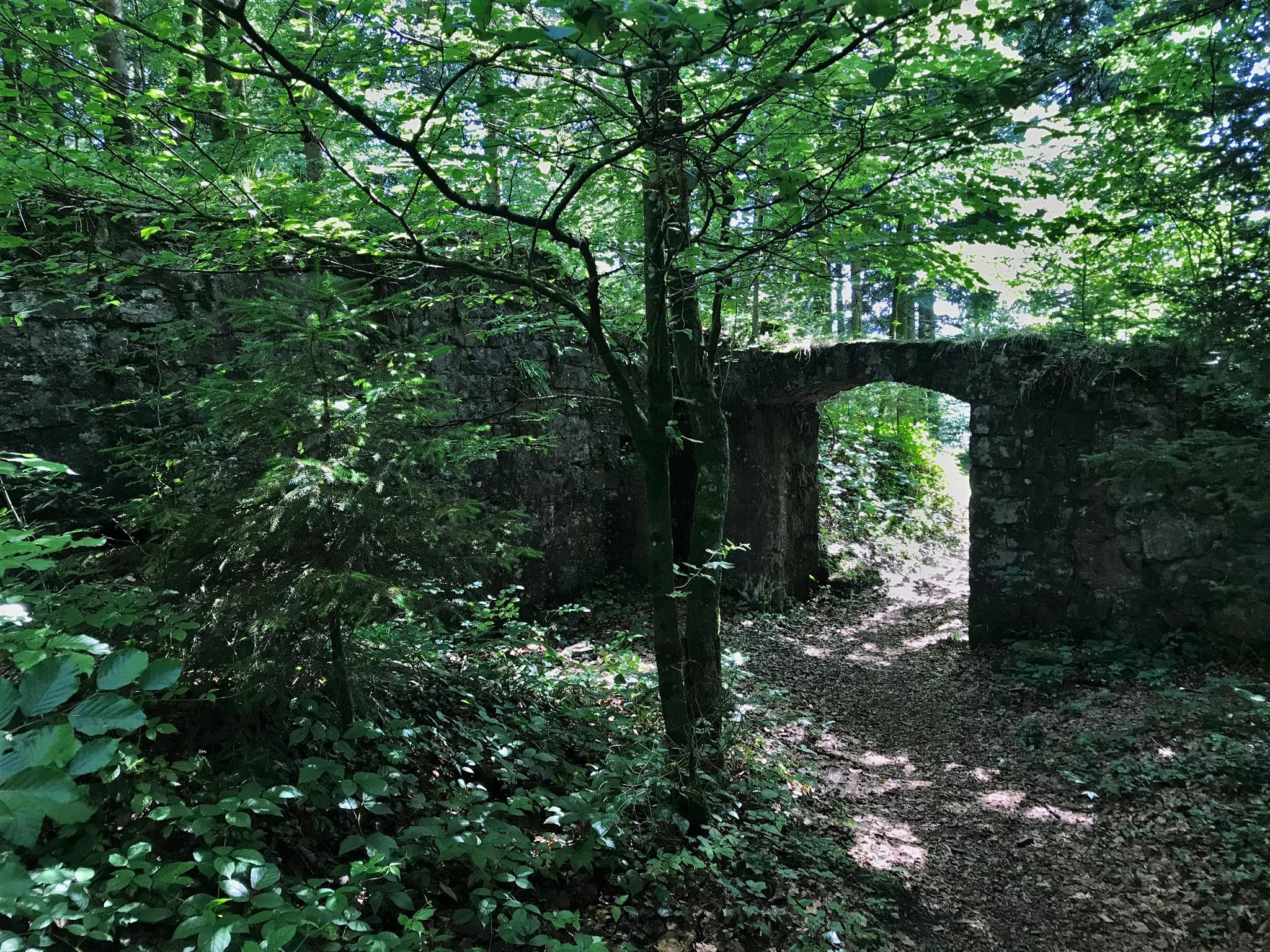
Die Ruinen des 1620 abgebrannten Klosters Pfanneregg

Bei Spitzlins Amtsantritt waren die Auswirkungen der Reformation noch stark spürbar und äußerten sich in personellen und finanziellen Engpässen und disziplinarischen Schwierigkeiten. Als Elisabeth Spitzlin im September 1586 mit ihren Mitschwestern anlässlich des kirchlichen Fests der Engelweihe nach Einsiedeln pilgerte, lernte sie dort den Kapuzinerpater Ludwig von Sachsen kennen. Dieser gehörte als Kapuziner einem Reformorden an und überzeugte Spitzlin von einer Rückkehr zu den franziskanischen Ordensidealen im Sinne der Kapuziner. In den darauffolgenden Jahren leitete sie in ihrem Kloster tiefgreifende Reformen ein. Die Reformbewegung und der damit neu gegründete und päpstlich anerkannte Kapuzinerinnenorden erfasste schließlich fast alle existierenden Franziskaner-Terziarinnenklöster der Eidgenossenschaft und verbreitete sich im gesamten deutschsprachigen Raum. In der Neuzeit erfolgten zudem missionarische Neugründungen in Lateinamerika und Afrika.  
Spitzlin initiierte außerdem umfassende Bautätigkeiten im Kloster Pfanneregg und ließ die Anlage ab 1600 massiv vergrößern. Die Neubauten wurden 1620 bei einem Großbrand komplett zerstört. 

## Rezeption
Der päpstliche Nuntius in der Eidgenossenschaft, Fabrizio Verallo, betitelte Elisabeth Spitzlin 1607 als Reverenda [...] Reformatorix ('ehrenwerte Reformerin') sämtlicher Klöster der franziskanischen Terziarinnenorden.
Der Kirchenhistoriker und spätere St. Galler Bischof Alois Scheiwiler bezeichnete Spitzlin als eine der "führenden Persönlichkeiten der Gegenreformation in der Schweiz".